# Öregrunds pedagogi
Öregrunds pedagogi var en skola, pedagogi, i Öregrund som verkade från 1856 till 1 juli 1891.
1822 omtalas en skola med två klasser men utan beteckning som trivialskola , 1827 en skola med tre klasser
1861 omtalas denna skola som ett enklassig pedagogi med sex elever, 1877 som en pedagogi som funnits sedan 1856, 1883 som en pedagogi, och 1888 som en pedagogi med nio elever .
Pedagogin som aldrig var elementarläroverk och inte blev lägre allmänt läroverk 1879 las ner 1 juli 1891 och efterföljdes inte av någon likartad skola i Öregrund/Östhammar.